# Панайотис Хупис
Панайотис Хупис (на гръцки: Παναγιώτης Χούπης) е гръцки революционер, деец на гръцката въоръжена пропаганда в Македония.

## Биография
Хупис е роден в сярското село Долно Крушево, тогава в Османската империя, днес Като Кердилия, Гърция. Семейството му произхожда от Мани. Присъединява се към гръцката пропаганда в борбата ѝ с българските чети на ВМОРО. Оглавява чета от Долно Крушево, която действа в Източна Македония. В 1907 година заедно с капитан Георгиос Янглис участва в голямото сражение край Враста с българска чета, тръгнала от Неврокоп към Света гора.